# Lugnasjön
Lugnasjön är en sjö i Askersunds kommun i Närke och ingår i Motala ströms huvudavrinningsområde. Sjöns area är 0,016 kvadratkilometer och den befinner sig 118 meter över havet.